# Gromada Bystrzanowice
Gromada Bystrzanowice war eine Verwaltungseinheit in der Volksrepublik Polen von 1954 bis 1961. Verwaltet wurde die Gromada vom Gromadzka Rada Narodowa, dessen Sitz sich in Bystrzanowice befand und der aus 13 Mitgliedern bestand.

Die Gromada Bystrzanowice gehörte zum Powiat Częstochowski in der Woiwodschaft Katowice (damals Stalinogród) und bestand aus den ehemaligen Gromadas Bystrzanowice und Góry Gorzkowskie der aufgelösten Gmina Janów sowie den Gebieten der Gromadas Ligoczanka, Sokole Pole und Teodorów aus der aufgelösten Gmina Lelów, außerdem den Waldstücken Zarębice I, II und III, Sieraków, Ostrów und Kaliszak des Forstamtes Julianka ebenso den Waldstücken Teodorów, Podłazisko, Łazisko und Kępa des Forstamtes Złoty Potok.
Zum 31. Dezember 1961 wurde die Gromada Bystrzanowice aufgelöst und in die Gromada Janów eingegliedert.